# توميسلاف باريشيتش
توميسلاف باريشيتش مواليد 6 مارس 1993 في البوسنة والهرسك، هو لاعب كرة قدم بوسني. يلعب كمدافع. مثّل منتخب البوسنة والهرسك لكرة القدم.

## المسيرة الاحترافية

### أندية لعب لها
- نادي زغرب
- فيليز موستار
- نادي تساليه

## روابط خارجية
- توميسلاف باريشيتش على موقع الاتحاد الأوربي (الإنجليزية)
- توميسلاف باريشيتش على موقع قاعدة بيانات كرة القدم.إي يو (الإنجليزية)
- توميسلاف باريشيتش على موقع Soccerway.com (الإنجليزية)
- توميسلاف باريشيتش على موقع عالم كرة القدم.نت (الإنجليزية)